# Vassal (Komponist)
Vassal (* im 16. Jahrhundert; † im 16. Jahrhundert; aktiv zwischen 1538 und 1547) war ein französischer Renaissance-Komponist.

## Leben
Über sein Leben ist nichts bekannt. Von ihm überliefert sind sechs vierstimmige Chansons. In fünf davon konzentriert er sich auf die Form der deftigen Chanson grivoise, die inhaltlich Schwänke und Scherze zum Thema hat; nur eine einzige, Vuidez soulas, ist von konventionellem sentimentalem Inhalt. Seine Werke erinnern in den Texten, aber auch in der Verwendung kurzer Noten als vorrangige rhythmische Werte, an die seiner Zeitgenossen Jannequin und Passereau. Die Chansons wurden zwischen 1538 und 1547 in Kollektivsammlungen veröffentlicht, die alle bei Pierre Attaingnant in Paris gedruckt wurden. Von seiner Chanson Vray dieu erschienen noch bis 1571 wenigstens sechs Nachdrucke bei anderen Verlegern, was für eine gewisse zeitgenössische Popularität spricht.

## Werke
- Vray dieu, tant j’ay le cueur gay. In: Premier livre contenant xxv. Chansons nouvelles a qua. Paris 1538[4] und Tiers livre contenant xxviii. chansons. Paris 1550,[5] ferner in: Nicolas Du Chemin: Tiers livre du Recueil. Paris 1550.[6]
- Fine affinée, remplye de finesse. In: Second livre contenant xxvii. Chansons nouvelles a qua. Paris 1538.[7]
- S’il est ainsy que congnée sans manche, Text von François Rabelais,[8] in: Tresiesme liure contenant xix Chansons. Paris 1543.[9]
- Près d’ung buisson Robin et sa Robine, in: Dixseptiesme livre contenant xix. Chansons. Paris 1545.[10]
- Vuidez soulas, tout plaisir et liesse, in: Vingtroisiesme livre contenant xvii. Chan. Paris 1547.[11]
- Las, si j’ay failly, pardonnez le moy, ma mère, in: Vingtroisiesme livre contenant xvii. Chan. Paris 1547.[12]

## Notenausgaben
- Albert Seay (Hrsg.): Musica Gallicana de saeculo sextodecimo. Vol. I. Mittantier and Vassal, Opera Omnia (= Corpus Mensurabilis Musicae. 66,1). American Institute of Musicology, Rome 1974 (OCLC 874886546; Verlagsinformation).

## Diskografie
- The Scholars of London: French Chansons (Naxos, 2006), dort das Stück „Vray Dieu“ von Vassal[13]